# Palicourea lasiorrhachis
Palicourea lasiorrhachis là một loài thực vật có hoa trong họ Thiến thảo. Loài này được Oerst. mô tả khoa học đầu tiên năm 1853.